# Glacier du Tour
Le glacier du Tour est un glacier de France situé dans le massif du Mont-Blanc, sur la commune de Chamonix-Mont-Blanc et qui surplombe le hameau du Tour au fond de la vallée de Chamonix.

## Géographie

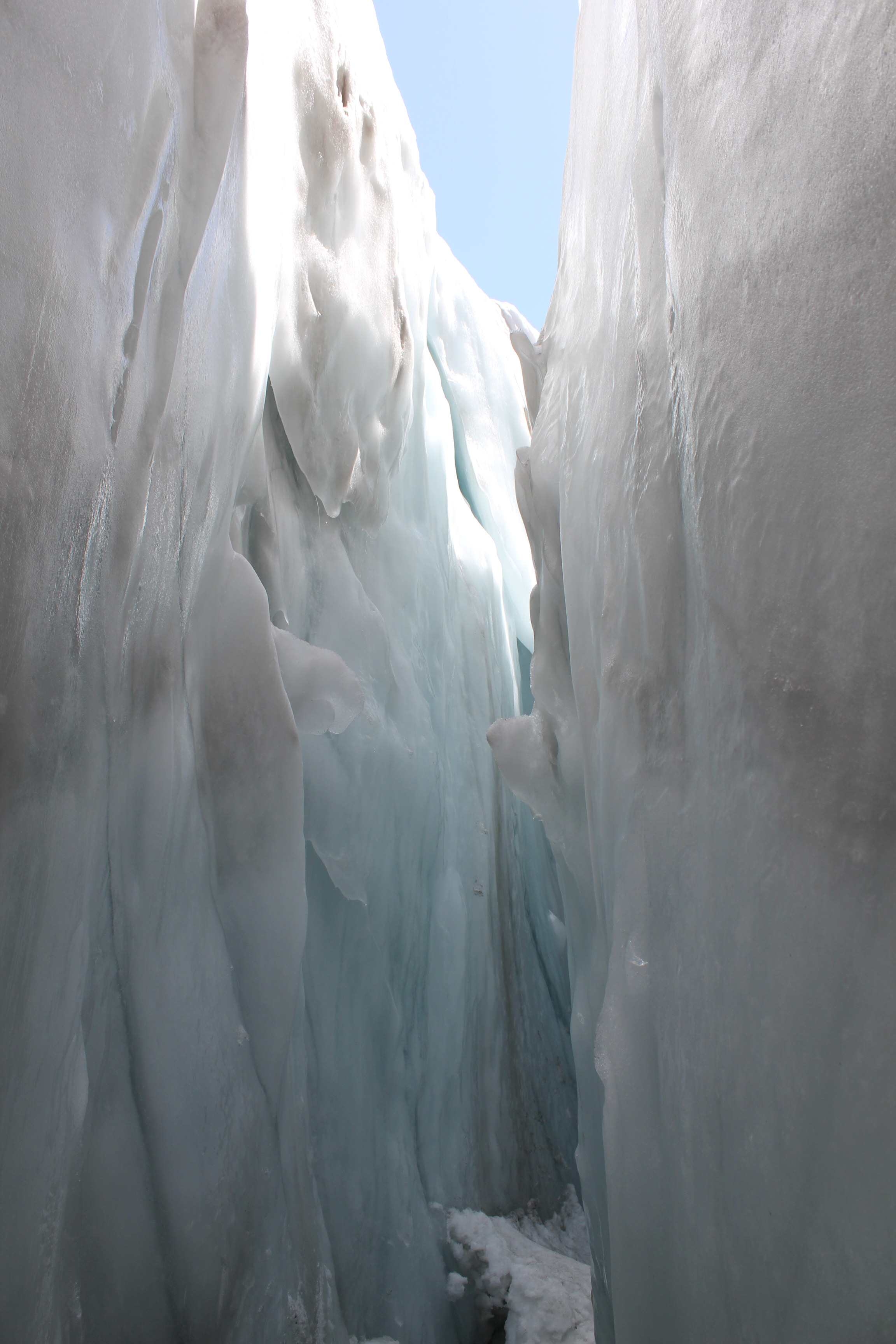
Crevasse dans le glacier du Tour.

Le glacier du Tour est le glacier le plus en amont de la vallée de Chamonix. Sa partie inférieure est visible depuis la vallée mais ne constitue qu'une partie minime de sa globalité. Le reste du glacier, invisible depuis la vallée, est constitué d'un grand cirque glaciaire, entouré du Bec rouge (3 051 m), de l'aiguille du Tour, la Grande Fourche et de l'aiguille du Chardonnet. Sa largeur maximale est de plus de 3 000 mètres au niveau de ce plateau, mais elle est inférieure au kilomètre au niveau de la langue terminale. 
Le glacier du tour se termine sur une grande pente rocheuse, haute de près de 800 mètres et menacée par des chutes de séracs.

## Histoire

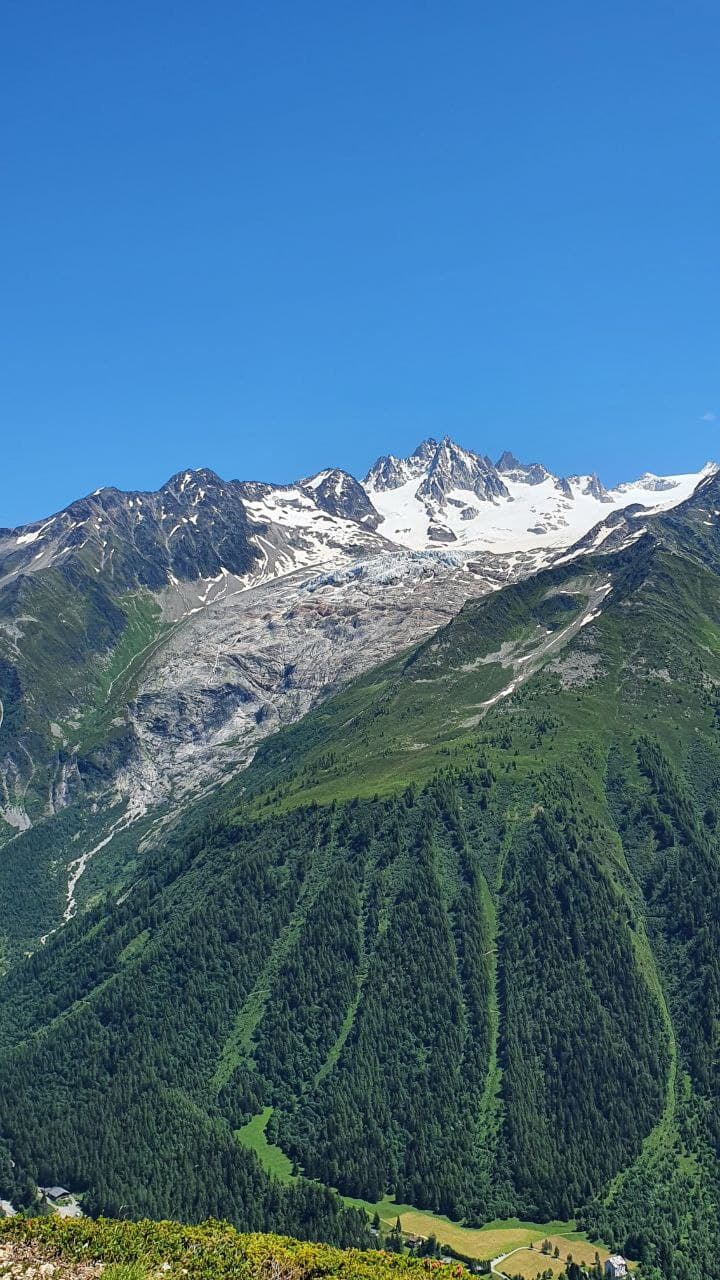
Le glacier du Tour en juillet 2021 vu depuis le Grand Balcon Sud dans les aiguilles Rouges au nord-ouest.

Le glacier du Tour connaît une fort recul. Lors du petit âge glaciaire des XVIIe et XVIIIe siècles, la paroi rocheuse surplombée par le cirque glaciaire du Tour était entièrement recouverte de glace. Le glacier menaçait même le village du Tour au fond de la vallée de Chamonix à 1 500 m d'altitude alors qu'actuellement le glacier se trouve à environ 2 200 m d'altitude.
Le 14 août 1949 à 16 h 15, le glacier du Tour sur le flanc nord du massif du Mont-Blanc, a été le théâtre d'un accident glaciaire peu fréquent à cette échelle. En effet, deux à trois  millions de mètres cubes de glace se sont effondrés dans la cuvette du village du Tour, occasionnant la mort de six promeneurs qui s'étaient aventurés sous le glacier suspendu. D'après une étude géographique, la chute de la masse glaciaire s’explique par des amplitudes exceptionnelles de température les jours précédant la catastrophe : des phases de dégel puis de regel plus importantes que d'habitude auraient fragilisé le glacier.